# Eclecticisme (architectuur)

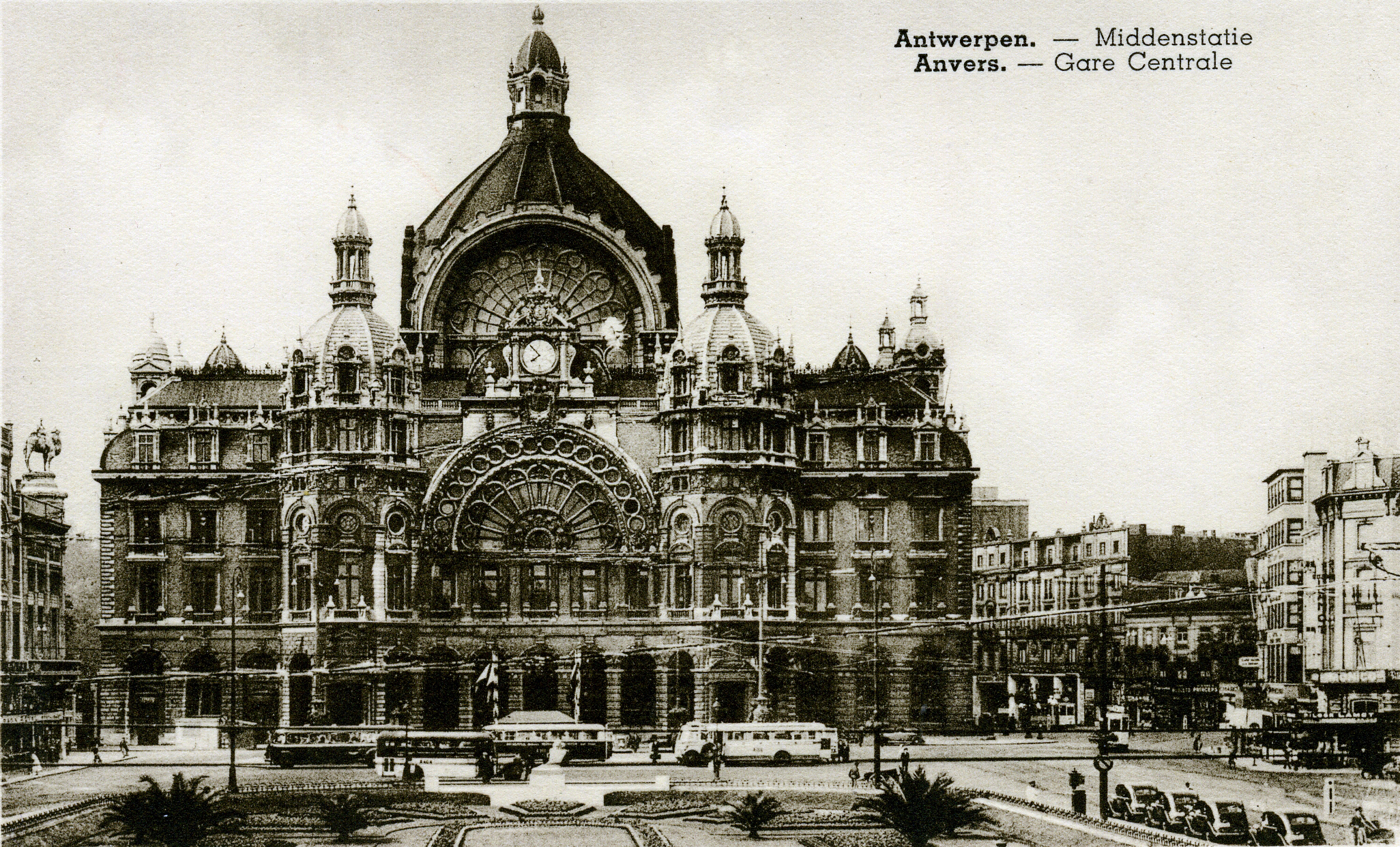
Het Station Antwerpen-Centraal omstreeks 1930, een gebouw in eclectische stijl

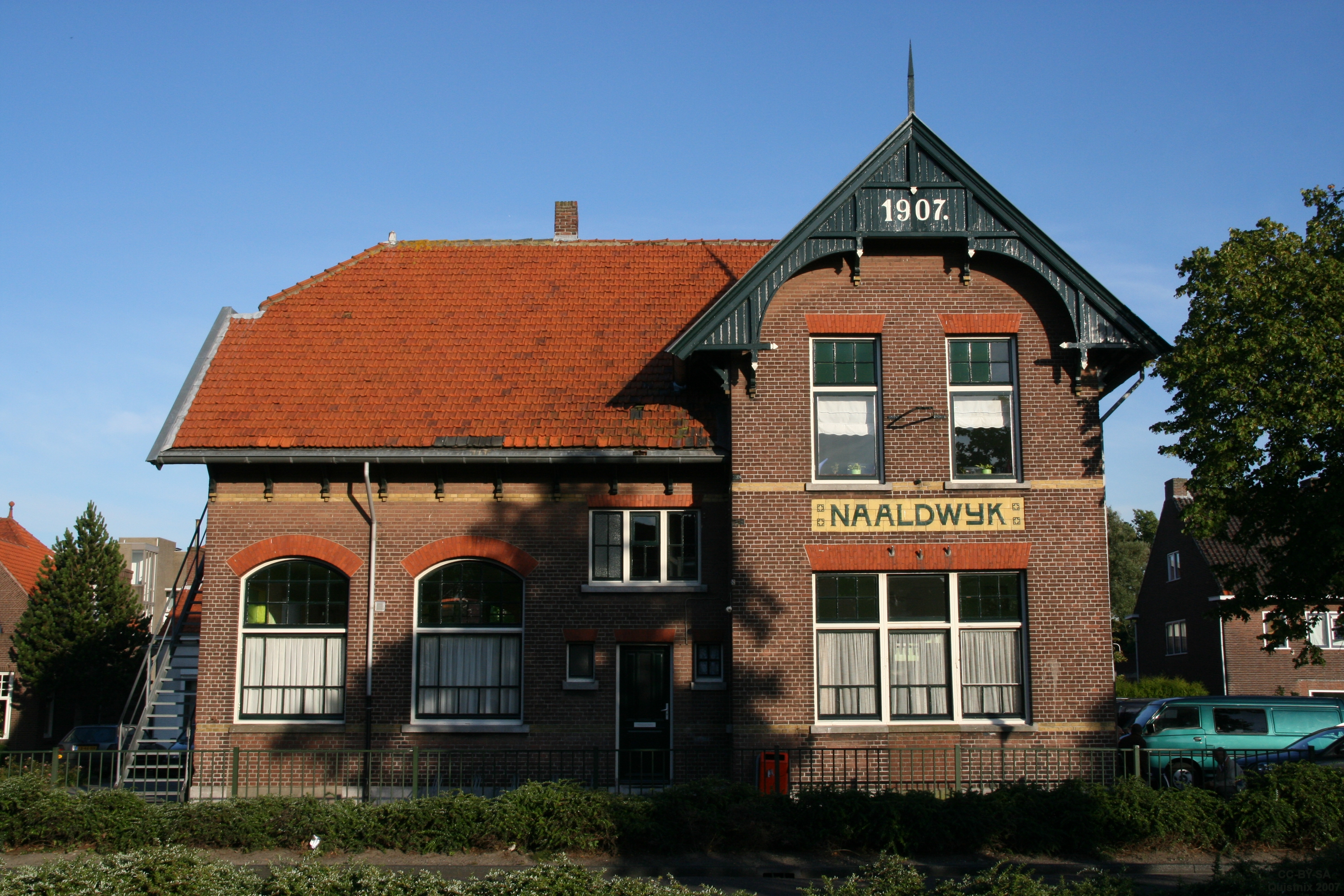
Tramstation Naaldwijk, gebouwd in een eclectische stijl met jugendstil- en chaletstijl-elementen

Eclecticisme is de vrije combinatie in een enkel werk van elementen van verschillende historische stijlen of stromingen. In de architectuurgeschiedenis wordt de term met name gebruikt voor de richting die zich afzet tegen het 19e-eeuwse historisme, dat het navolgen van een historische stijl vooropstelt. Een eclectisch bouwwerk heeft vrij geïnterpreteerde kenmerken uit verschillende neostijlen in zich, die zijn gecombineerd tot een nieuw a-historisch geheel.

## Geschiedenis
In de 19e-eeuwse beeldende kunst bestond geen dominante, allesomvattende stijl.  De bouwtechniek maakte in de 19de eeuw een enorme ontwikkeling door, maar dat vertaalde zich desondanks bij de neostijlen niet naar een nieuwe vormgeving. Het eclecticisme wilde daarentegen een uitdrukking zijn van de eigen tijd. Door de bloei van de wetenschap en de kunstgeschiedenis ontstond er een stimulans om oude stijlen te doen herleven, wat resulteerde in historiserende vormgeving. Men kon kiezen uit de complete architectonische erfenis, zo ontstonden verscheidene neostijlen, zoals:
- Neogotiek
- Neoromaans
- Neoclassicisme

## In de Benelux
Het eclecticisme ontstond in de eerste helft van de 19de eeuw in Parijs. Rond 1850 werd het in Nederland geïntroduceerd, in de decennia rond 1900 werd het erg veel toegepast voor de vormgeving van commerciële gebouwen (bijvoorbeeld het Hirschgebouw in Amsterdam, 1912. België laat spectaculaire voorbeelden van eclecticisme zien. Het Justitiepaleis door Joseph Poelaert in Brussel is er een mooi voorbeeld van, evenals de rij herenhuizen aan de Cogels-Osylei in de wijk Zurenborg, Antwerpen-Berchem.